# 2006 في التشيك
فيما يلي قوائم الأحداث التي وقعت خلال عام 2006 في التشيك.

## سياسة

### تعيين في المنصب
- 16 أغسطس – ميريك توبولانيك رئيس وزراء جمهورية التشيك.
- 4 سبتمبر – بيتر نيكاس Minister of Labour and Social Affairs ‏.

### انتهاء فترة المنصب
- 15 يونيو – يان كافان عضو مجلس النواب جمهورية التشيك.

## رياضة
- 1 يناير – التشيك في كأس العالم 2006

## أفلام
من الأفلام التي صدرت هذه السنة في التشيك:
- 14 نوفمبر – كازينو رويال من إخراج مارتن كامبل.